# Erika Simm
Erika Simm (* 16. April 1940 in Schluckenau, Reichsgau Sudetenland; † 31. Mai 2015 in Kallmünz) war eine deutsche Politikerin (SPD).

## Ausbildung und Beruf
Erika Simm absolvierte zunächst eine Ausbildung zur Arzthelferin. 1964 bestand sie auf dem Zweiten Bildungsweg das Abitur am Münchenkolleg. Sie begann dann ein Studium der Rechtswissenschaft in München und Regensburg, das sie 1969 mit dem ersten und 1973 mit dem zweiten juristischen Staatsexamen beendete. Danach war sie als Richterin am Amtsgericht Regensburg tätig. In dieser Tätigkeit wurde sie 1981 disziplinarisch bestraft, weil sie nach der Massenverhaftung von Nürnberg einen Aufruf zur Freilassung der Inhaftierten unterzeichnet und damit Kollegen kritisiert hatte.

## Partei
Seit 1971 war Erika Simm Mitglied der SPD.

## Abgeordnete
Erika Simm gehörte dem Kreistag des Kreises Regensburg und der Gemeindevertretung von Kallmünz an.
Von 1990 bis 2005 war sie Mitglied des Deutschen Bundestages und zog stets über die Landesliste Bayern in den Deutschen Bundestag ein. Als Abgeordnete war sie von 1995 bis 1998 stellvertretende Vorsitzende des Untersuchungsausschusses Plutonium-Schmuggel. Von 1998 bis 2005 war sie Vorsitzende des Ausschusses für Wahlprüfung, Immunität und Geschäftsordnung des Deutschen Bundestages.

## Ehrungen
Erika Simm wurde am 20. Juni 2001 mit dem Bayerischen Verdienstorden ausgezeichnet.